# Ciudad principal

En rojo, los países que no tienen una ciudad principal o primaria.

Una ciudad principal o ciudad primaria (traducción del anglicismo primate city) es una aglomeración urbana de gran tamaño, ubicada al interior de una región o un país en particular, que por sus dimensiones y demografía es proporcionalmente superior en su jerarquía urbana, cumpliendo un rol relevante y estratégico en el desarrollo de un sistema económico a nivel regional y/o nacional. Si bien el término se encuentra estrechamente relacionado con una metrópolis o a una ciudad capital, no en todos los casos se trata de ellas. En consecuencia, se trata de grandes ciudades que por su tamaño de la población y poder económico, supera con creces a todas las del resto del país o región. Las ciudades principales son comunes en los países en vías de desarrollo y en algunos países desarrollados con una política político-económica centralista.
El término fue propuesto por el geógrafo estadounidense Mark Jefferson, en su publicación The Law of the Primate City de 1939.

## Ejemplos

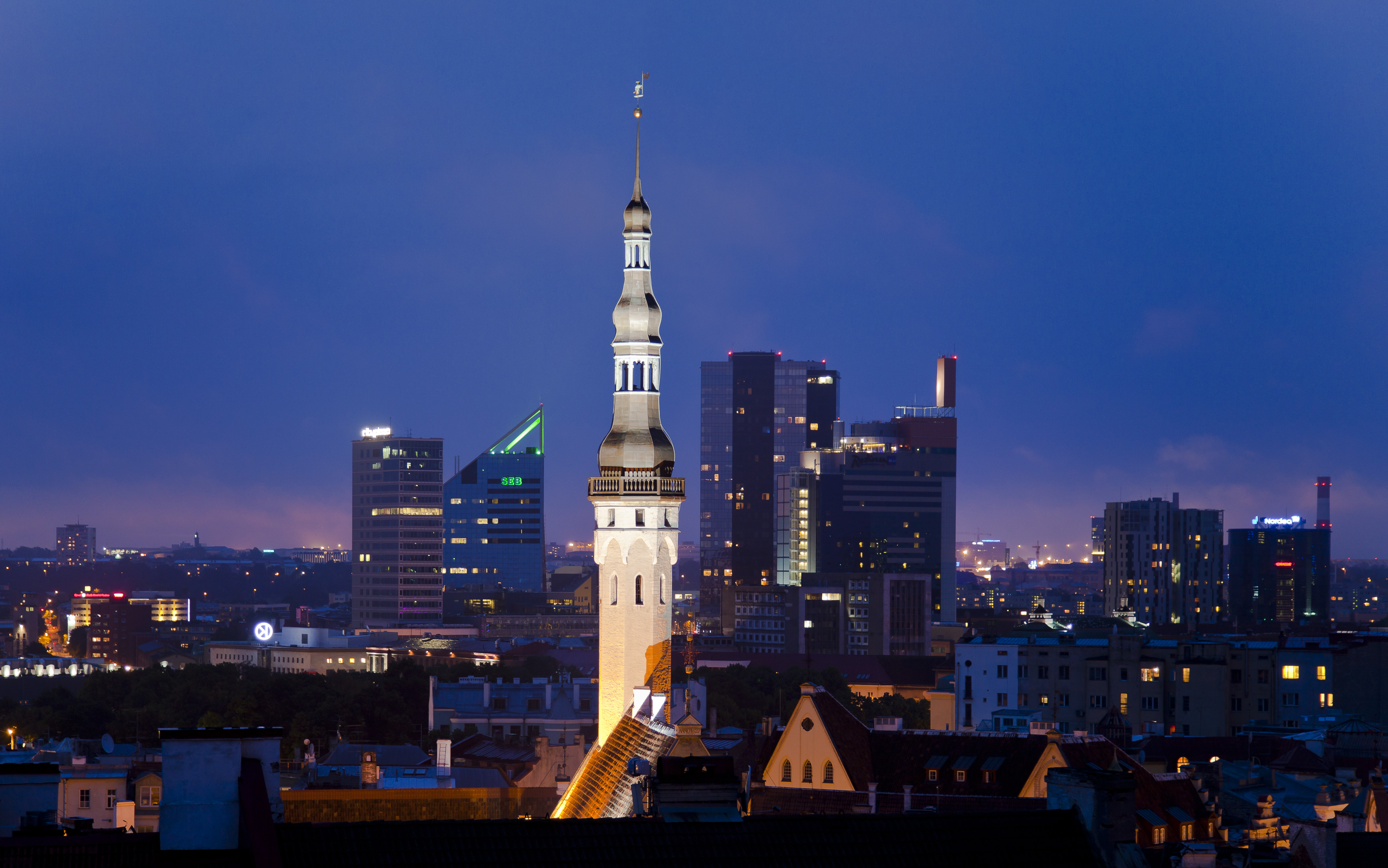
Tallin, la ciudad principal de Estonia.

Pese a que algunas ciudades globales son consideradas como ciudades primarias al interior de una región, son conceptos diferentes entre sí. La ciudad de Bangkok, capital de Tailandia, es considerada como «la mayor ciudad principal del mundo», debido a que es 9 veces más grande que Chiang Mai, la segunda mayor ciudad en tamaño y población del país. Pese a que Nueva York es una de las ciudades más grandes del mundo, Estados Unidos no mide sus ciudades principales a nivel nacional, sino que por estado (cuando reúne los requisitos para serlo), por lo que dentro del país existen varias ciudades que cumplen con dicho criterio.
En América Latina, las principales ciudades primarias son Ciudad de México, Buenos Aires, Lima y Santiago de Chile; en Europa, las mayores ciudades principales son Londres, París, Bucarest, Minsk, Viena y Belgrado; en Asia, las principales ciudades primarias son Delhi, Daca, Seúl, Manila, Yakarta, Teherán y Bangkok; y en África, las principales ciudades primarias son El Cairo, Kinsasa, Luanda, Dar es-Salam y Jartum.